# Cephalaria squamiflora
Cephalaria squamiflora är en tvåhjärtbladig växtart. Cephalaria squamiflora ingår i släktet jätteväddar, och familjen Dipsacaceae.

## Underarter
Arten delas in i följande underarter:
- C. s. balearica
- C. s. mediterranea
- C. s. squamiflora

## Bildgalleri

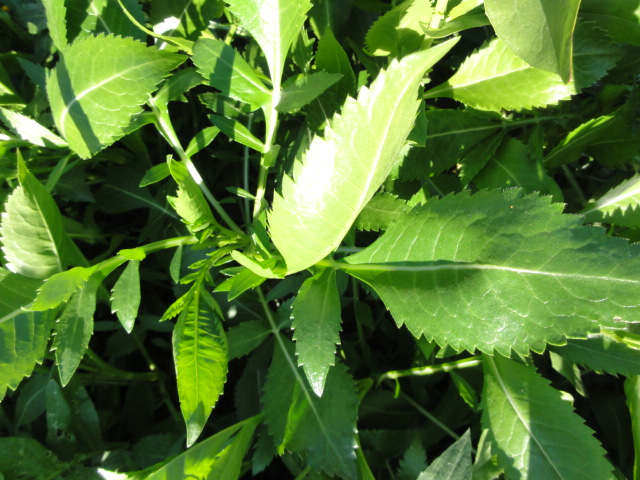
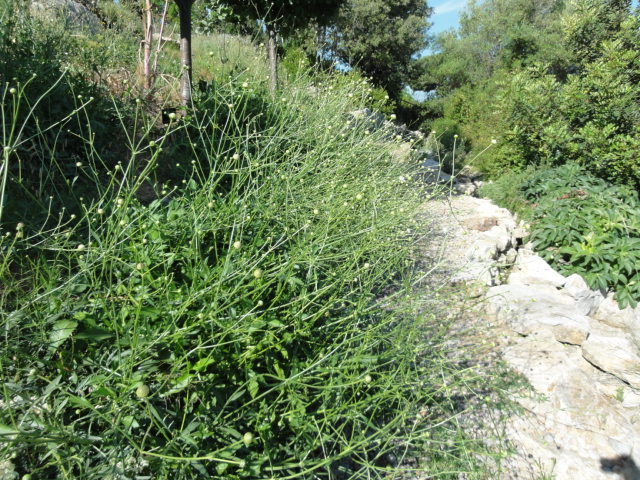